# Manfred Ommer

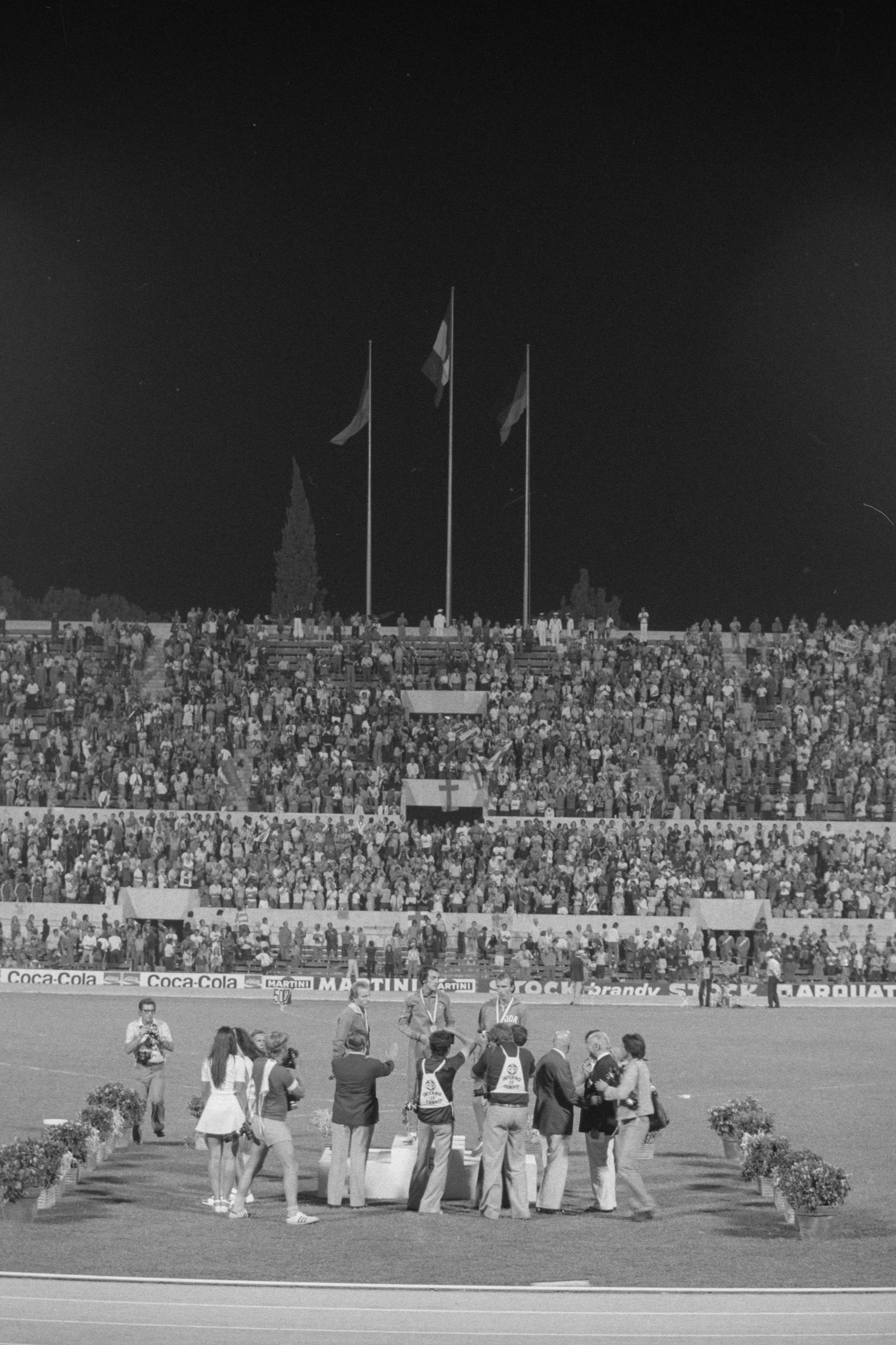
Manfred Ommer (auf dem Podium links) bei der Siegerehrung im 200-Meter-Lauf bei den Europameisterschaften 1974 in Rom

Manfred Ommer (* 13. September 1950 in Bergisch Gladbach; † 21. Mai 2021) war ein deutscher Leichtathlet und Fußballfunktionär. Anfang der 1970er-Jahre nahm der Sprinter an vielen Wettbewerben teil, unter anderem an den Olympischen Spielen 1972.

## Leben
Bei den Europameisterschaften 1971 in Helsinki schied er mit der 4-mal-100-Meter-Staffel im Endlauf aus (Stabverlust). 1972 wurde er Deutscher Meister über 100 und 200 Meter. Bei den Olympischen Spielen 1972 in München schied er im 200-Meter-Lauf im Halbfinale aus. Ommer – Mitglied der Staffel – war neben Klaus-Dieter Buschle – einer von zwei (von insgesamt 440) der deutschen Sportler, die nach dem Attentat auf die israelische Mannschaft bei den Olympischen Spielen 1972 in München nicht mehr antraten. 1974 wurde er erneut Deutscher Meister über 100 und 200 Meter. Sein größter Erfolg war der Gewinn der Silbermedaille mit 20,76 s im 200-Meter-Lauf bei den Europameisterschaften 1974 in Rom. Im 100-Meter-Lauf wurde er in 10,36 s Sechster, die bundesdeutsche Staffel wurde disqualifiziert.
1977 bekannte er, mit Dianabol gedopt zu haben. In der neu aufkommenden Dopingdiskussion 2013 nach Vorlage des Abschlussberichtes der Antidoping-Kommission beschuldigte er den Freiburger Mediziner Armin Klümper: „Klümper war der größte Doper dieses Planeten.“
Manfred Ommer gehörte dem Sportverein TSV Bayer 04 Leverkusen an. In seiner aktiven Zeit war er 1,72 m groß und wog 72 kg.
Ommer war 1988 mit 17 eigenen Unternehmen in der Anlageberatung tätig, nachdem er sein Jurastudium nach sieben Semestern abgebrochen hatte.
Von 1986 bis zum 8. März 1994 war Ommer Präsident des Fußballvereins FC 08 Homburg. Diesen führte Ommer in die Bundesliga und sorgte 1987 für Schlagzeilen, als er den Kondomhersteller London als Hauptsponsor für den Club verpflichtete. Der DFB verbot die Werbung auf dem Trikot, verhängte eine Geldstrafe und drohte Homburg mit einem Punktabzug.
Ebenfalls für Aufsehen sorgte Ommer mit dem sogenannten „Ommer-Modell“. Hinter diesem stand die Geschäftsidee in diversen Fonds Geld zu sammeln, um hiervon Spieler zu kaufen, welche dafür gegen eine Art Leasinggebühr an Vereine weitergegeben werden. Einige der auf diesem Wege finanzierten Spieler landeten in Homburg. Das Modell wurde oft als „Sklavenhandel“ angesehen.
Sein Geschäftsmodell beschrieb Ommer selbst folgendermaßen: „Ich kaufe den Spieler X für eine Million Mark, kassiere 200.000 Mark Leasing im ersten Jahr, verkaufe ihn nach einer Saison für 1,2 Millionen Mark und gehe da raus mit 400.000 Mark Gewinn.“
Bei Rot-Weiss Essen war Ommer Mitglied des Verwaltungsrates. Zudem war er Besitzer und Züchter einiger Rennpferde.
Ommer litt mit zunehmendem Alter unter der Parkinson-Krankheit und starb am 21. Mai 2021 im Alter von 70 Jahren.